# Karang Anom (Sukodono)
Karang Anom is een bestuurslaag in het regentschap Sragen van de provincie Midden-Java, Indonesië. Karang Anom telt 4072 inwoners (volkstelling 2010).